# کریم‌آباد (هشیوار)
کریم‌آباد یک روستا در ایران است که در دهستان هشیوار شهرستان داراب واقع شده‌است. کریم‌آباد ۴۵۷ نفر جمعیت دارد.